# 京都府立洛北高等学校・附属中学校
京都府立洛北高等学校・附属中学校（きょうとふりつらくほくこうとうがっこう・ふぞくちゅうがっこう）は、京都府京都市左京区下鴨梅ノ木町に所在する府立中学校・高等学校。

## 概要
戦前から戦後すぐにかけては京都大学へ多数の進学者を送り出す位置にあったが、京都府は高校三原則の模範例となり、本校は1948年に一旦廃校とされる。
1950年に再発足するも総合選抜など入試制度等改定の影響もあり、進学実績に関しては振るわないようになっていった。その代わり、1985年にはスポーツコースも併設されるようになり、スポーツ系クラブ活動が盛んになった。
2000年代に入ってから一連の公立高校改革の波に乗り、2004年に附属中学校を併設して中高一貫教育を開始した。中高一貫生を中心に進学実績は再び伸び始めている。2018年度からこれまでの普通科中高一貫コースをサイエンス科に改編した。
2007年度より5年間、2012年度より5年間、2017年度より5年間、スーパーサイエンスハイスクール (SSH) に指定されている。

## 沿革

### 略歴
1870年（明治3年）、東京府中学校が設立されたのを機に、従来の学習院（京都学習院）を改編した大学校代が「府学」として京都府に移管され、京都でも東京同様に太政官布告による京都府中学校が設立されるに至った。京都府中学校では東京府中学校と同様、規則や学科編成において国学・漢学・洋学の三学のせめぎ合いにあったが、これも東京府中学校と同様、漢学流でカリキュラム編成が実質的に運営されるようになった。国漢学と教授法において容易に調和しない洋学に関しては角倉の地に欧学校が設けられた。欧学校では英仏独語を教え、また、新英学校（女学校）および女紅場を包含する機構であったが、国漢学校だった京都府中学校はこの欧学校を包含した総称だった。
1872年（明治5年）、学制頒布によって全国府県の学校は廃止された。京都府中学校も例外ではなく翌1873年（明治6年）2月に廃止されたが、当時の京都府の方針で市郡小学校取締所が設けられ、欧学校もその活力を止めることはなかった。同年3月、市郡小学校取締所の中に筆算局を設け、算術教師の育成を図ることにし、欧学校・立生校の生徒も兼修であった。同様に独逸学校が設けられていたが、これは現在の京都薬科大学の前身に当たる。
1876年（明治9年）、師範学校設置準備を進め一部機能を移管するため「仮中学」と改称した。1879年（明治12年）、小学校卒業生増加の理由と、特に京都においては中学の基礎が出来ていたことも相まって「京都府中学校」が再度設立された。
1888年（明治21年）、財政難の京都府に替わって京都府尋常中学校が現在の東本願寺（真宗大谷派）により併設される。1893年（明治26年）、京都府尋常中学校の京都府への返還後、東本願寺の学校は大谷尋常中学校（現在の大谷中・高）となる。
1897年（明治30年）、吉田近衛町に移転。この時代以降、南に位置する錦林小学校から北に向かって順順に、「一中 - 三高 - 京大（ないし東大）」へ至る進学階梯が喧伝された。また、一高・二高・三高合計最多合格者数を送り出した年度もあった。東京の府立一中などの官公立中学が政財官界や言論界に、大連一中や台北一中、京城中などが主に植民地ないし属領地の指導層を目指す空気が強かったのに対して、京一中では学界を目指す気風が強かったとされている。
1911年（明治44年）9月、森外三郎が学校長に就任。森は着任までの二年間英米独に留学し新教育運動（日本では「大正自由教育運動」）に触れていたが、それまで全国の中学が軍国調、質実剛健を方針としていた中にあって、「個性発達・自重心喚起・自主独立の精神の涵養」を標語に、当時の大正デモクラシーの自由主義思潮と相まって、生徒を一個の人格・紳士として扱うリベラルな空気を持ち込んだ。
1912年（明治45年）6月5日、 旧制中学としては日本初となるラグビーの公式対外試合を同志社普通部（現在の同志社中・高）と三高グラウンドで行い、0-23で敗れた。
第二次世界大戦中には特別科学学級が設立される。
戦後すぐも京都大学へ多数の進学者を送り出していたが、京都府は高校三原則のモデルケースとされ、1948年（昭和23年）に高校再編成の名の下に廃校となる。
1950年（昭和25年）に再興されたが、総合選抜など入試制度その他の変更により他校と少なからず平準化し、進学実績では振るわないようになっていった。
2004年（平成16年）、附属中学校を併設し、スーパーサイエンスハイスクール (SSH) に指定された。

### 年表
- 1870年12月7日 - 京都府中学校が、二条城北の旧 所司代邸上中屋敷（のち旧 待賢小学校の校地）で開校。
- 1872年8月 - 学制発布によって一旦は廃止される。
- 1873年
  - 2月 - 市郡小学校取締所と改称。
  - 7月 - 旧・守護職邸（現 京都府庁）に移転。
- 1876年4月 - 仮中学と改称。
- 1879年4月 - 欧学校・立生校・数学校を統合し、京都府中学と改称。
- 1884年9月 - 京都府京都中学校と改称
同年に宮津・亀岡・三山木の府立中学が設立されるも、1886年7月に京都中学校に合併された。
- 1885年5月 - 寺町校舎（現 鴨沂高校）に移転。
- 1887年1月 - 京都府尋常中学校と改称。
- 1888年4月 - 新町出水上ル（後の中立売警察署） に移転。
この年から1893年まで、京都府の財政難から東本願寺（大谷派）に経営が移る。
- 1897年9月 - 吉田近衛町（現 京都市立近衛中学校）の校舎へ移転。
- 1899年4月 - 京都府第一中学校と改称。
- 1901年9月 - 京都府立第一中学校と改称。
- 1918年4月 - 京都府立京都第一中学校と改称。
この年、京都一中・二中・三中各校間の入学試験が協同選抜（総合選抜）方式となる。翌年には京都府立全校間で実施される。1923年に単独選抜に戻る。
- 1928年 - 前年1927年に文部次官通牒により、成績・人物考査・身体検査で全国の公立中学・高等女学校入学試験を実施することを申し渡されたことで、この年と翌1929年まで口頭試問で入学試験が実施される。
- 1929年4月 - 現在地の下鴨梅ノ木町の旧校舎が落成し移転。
- 1937年 - 学科考査を全廃し、人物考査・内申書のみで入学試験を実施。翌1938年には綴り方が加わる。
- 1941年4月1日 - 夜間中学校併置。
- 1948年
  - 4月1日 - 学制改革に伴い京都府立洛北高等学校と改称、現 鴨沂高校へ移転。
  - 4月14日 - 校舎が京都市立洛北中学校の所有となる。
  - 10月 - 高校再編成により閉校。洛北高校生徒は鴨沂高校等に受け入れられる。
- 1950年4月1日 - 現在地に京都府立洛北高等学校として開校。普通科・商業科を設置。
総合選抜が開始される。
- 1951年4月1日 - 定時制課程を設置。
- 1966年3月31日 - 現在の格技場となる体育館落成。
- 1985年
  - 3月20日 - トレーニング場落成。
  - 4月1日 - 新高校教育制度により全日制普通科にI類、II類（人文系・理数系）、III類（体育系）が設置される。
- 1986年4月11日 - 校舎北館落成。
- 1995年4月1日 - II類人文系を募集停止し、英語系を設置。
- 1998年9月30日 - 校舎改築工事（第I期）が始まり、2002年3月29日（第IV期）をもって全工程が終了する。
- 2000年
  - 3月31日 - 定時制閉課程。
  - 11月18日 - 京一中130周年・洛北高校50周年記念式典挙行。
- 2001年4月1日 - 基準服を導入。
- 2002年10月28日 - 校舎改築工事竣工式挙行（第I期～IV期）。
- 2004年4月 - 京都府立洛北高等学校附属中学校開校、中高一貫教育開始。文部科学省よりスーパーサイエンスハイスクール（SSH）指定を受ける。
- 2007年4月 - 附属中学校1期生が高校へ入学。文部科学省よりスーパーサイエンスハイスクール（SSH）5年間指定を受ける[11]。
- 2010年10月23日 - 京一中140周年・洛北高校60周年記念式典挙行。
- 2014年4月 - 類型制度を廃止（普通科に文理コースとスポーツ総合専攻コースを設置）
- 2018年4月 ‐ 普通科中高一貫コースの高校課程を「サイエンス科」に改編。

## 教育課程
- 全日制普通科
  - 文理コース（4学級）
  - スポーツ総合専攻コース（1学級）
- 全日制サイエンス科（中高一貫コース、2学級）
サイエンス科には理数系に特化して学習する「洛北サイエンス」が導入されている。

## 部活動
高等学校・附属中学校共に部活動が存在するが、本項目では高等学校の部活動を記載する。
体育系
- ラグビー部
- サッカー部
- 硬式野球部
- バレーボール部（男・女）
- ハンドボール部（男・女）
- バスケットボール部（男・女）
- テニス部
- バドミントン部
- 剣道部
- 弓道部
- ソフトテニス部（女子）
- 陸上競技部
- 水泳部
- 山岳部

文化系
- サイエンス部
- 美術部
- 写真部
- 吹奏楽部
- 音楽研究部
- 放送部
- 演劇部
- 料理部
- 茶道部
- E.S.S.
- コーラス部
- 書道部
- 囲碁･将棋部
- 文化研究部
- 園芸同好会

### 備考
- 硬式野球部は1917年に第3回全国中等学校優勝野球大会に初出場している。
- サッカー部は1967年に第46回全国高等学校サッカー選手権大会で優勝（山陽高等学校（広島県）と同時優勝）。
- 女子ハンドボール部は全国高等学校ハンドボール選抜大会で4回(1998年、2007年、2008年、2022年)、全国高等学校総合体育大会で8回(1994年、1998年、2002年、2005年、2006年2007年、2008年、2010年)、国民体育大会で5回(1997年、2007年、2008年、2009年、2022年)の優勝を果たしている。
- クイズ研究会はないが、2014年に第34回全国高等学校クイズ選手権で優勝を果たした（東大寺学園に次いで関西2校目の優勝校である）。また、2019年の第39回大会でも優勝しており、同大会を複数回優勝しているのは洛北を含めて7校（県立浦和、東大寺学園、開成、ラ・サール、桜丘、灘）である。全国高等学校サッカー選手権大会と全国高等学校クイズ選手権の両方で、優勝を達成したのは栃木県立宇都宮高等学校、埼玉県立浦和高等学校に次いで3校目である。2019年の第39回大会から2022年の第42回大会まで4年連続で本戦大会に出場している。
- 2021年に第10回科学の甲子園で優勝した。

## 交通
- 京都市営地下鉄烏丸線北山駅から徒歩約12分。北大路駅から徒歩約15分。
- 京都市営バス「洛北高校前」（1・4・204・205・206・北8系統）下車徒歩5分、「洛北高校正門前」（4系統）下車
- 京都バス「洛北高校前」（32・34・35・37・45・46系統）、「洛北高校正門前」（45・46系統）下車

## 校歌
- 作詞：吉川幸次郎
- 作曲：芥川也寸志

## 校章
- 1950年（昭和25年）、校内公募により決定。洛北の「北」の字をデフォルメしたもの。

## 関連団体
- 京一中洛北高校同窓会 - 同窓会